# Гунді Вала
Гунді Вала (Ctenodactylus vali) — вид родини гундієві ряду гризуни. Спочатку він розглядався як підвид північноафриканського гунді (Ctenodactylus gundi), але додаткові дослідження показали, що це окремий вид. Олдфілд Томас не пояснив свій вибір наукової назви для цього виду.

## Поширення
Гунді Вала має відокремлені популяції, перша популяція — у крайньому північно-східному Марокко і північно-західному Алжирі, друга популяція — на північному заході Лівії за 1 000 кілометрів від першої. Цей вид мешкає у скелястих місцевостях, знаходячи притулок в тріщинах і кам'янистих міжгір'ях. Живе в сухіших пустельних районах, ніж Ctenodactylus gundi і веде більш поодинокий спосіб життя. 

## Поведінка, репродукція
Самці і самиці збираються разом тільки в шлюбний сезон з листопада по січень. Вагітність триває 56 днів, після цього народжуються 1-3 малюки. Вид має два або три виводки на рік. Як правило, цей гунді денний, хоча іноді проявляє активність протягом короткого періоду після заходу сонця.

## Генетика
Кількість хромосом, 2n=40.

## Загрози та охорона
Загрози для виду невідомі, але передбачається, що серйозних нема. Не відомо, чи вид проживає в природоохоронних територіях.